# Gareth Jewell
Gareth Jewell (* 7. června 1983) je velšský herec. Narodil se v jihovelšském Ammanfordu. V roce 2009 hrál postavu Roba Williamse v televizním seriálu Crash. Následujícího roku hrál zloděje aut ve velšskojazyčném filmu Patagonie vyprávějícím o velšské komunitě v Patagonii. Později hrál například v seriálech Baker Boys (2011), Alys (2012) a Gwaith/Cartref (2013).